# Баженов, Алексей Анатольевич
Алексе́й Анато́льевич Баже́нов (8 августа 1971, Иркутск) — советский, российский и казахстанский игрок в хоккей с мячом, вратарь, тренер, мастер спорта России (1996), мастер спорта международного класса Республики Казахстан (2003).

## Карьера

### Клубная
Заниматься хоккеем с мячом начал в 1983 году в Иркутске в школе «Локомотива». Первый тренер — Б. Ф. Баринов.
Игровую карьеру начал в сезоне 1988/89 в составе иркутского «Локомотива», представляющего высшую лигу чемпионата СССР, который по итогам этого сезона покинул высшую лигу. В сезоне 1989/90 побеждает в турнире команд первой лиги и становится чемпионом РСФСР.
Большую часть игровой карьеры выступал за иркутские клубы, для которых базовой основой при их создании стал «Локомотив»: «Локомотив», «Сибскана», «Сибскана-Энергия», «Байкал-Энергия» — 1988—2000, 2002—2007.
В сезоне 2000/01 был игроком казанской «Ракеты», в сезоне 2001/02 — кемеровского «Кузбасса».
На протяжении ряда лет — основной вратарь иркутской команды мастеров. Левша, отличался точным дальним вводом мяча, наиболее удачно в этом плане взаимодействовал с нападающим Евгением Гришиным.
Один из лучших среди вратарей высшей лиги по количеству голевых передач (11) в чемпионатах России.
В высшей лиге чемпионатов СССР и России провёл 276 матчей («Локомотив», «Сибскана», «Сибскана-Энергия», «Байкал-Энергия» — 244, «Ракета» — 14, «Кузбасс» — 18).
В розыгрышах Кубка России — 70 матчей («Локомотив», «Сибскана», «Сибскана-Энергия», «Байкал-Энергия» — 63, «Ракета» — 3, «Кузбасс» — 4).
В розыгрышах Кубка мира — 3 матча («Кузбасс» (2001) — 1 матч; «Байкал-Энергия» (2005) — 2 матча).

### Сборная СНГ/СССР (молодёжная, юниорская)
Серебряный призёр чемпионатов мира среди молодёжных (1992) и юниорских (1990) команд.

### Сборная Казахстана
В составе сборной Казахстана в сезоне 2002/03. Бронзовый призёр чемпионата мира 2003 года (3 матча).

### Тренерская деятельность
В сезоне 2007/08 — тренер вратарей «Байкал-Энергии».
С 2008 по 2012 год — старший тренер «Байкал-Энергии».
С 2012 по 2020 год — тренер второй команды «Байкал-Энергии».
В сезоне 2013/14 был тренером женской сборной России по хоккею с мячом, которая в 2014 году впервые в своей истории стала победителем чемпионата мира.

## Достижения
«Байкал-Энергия» / «Сибскана» / «Локомотив»
 Серебряный призёр чемпионата России: 1997/98 

 Бронзовый призёр чемпионата России (2): 1994/95, 1998/99 

 Финалист Кубка России: 2005 (осень) 

 Бронзовый призёр Кубка России: 2005 (весна) 

 Победитель международного турнира «Кубок лесников» (Вальвик, Швеция): 1995 

 Победитель первой лиги чемпионата СССР / Чемпион РСФСР: 1989/90 

 Чемпион IX зимней Спартакиады народов РСФСР: 1989 

 Чемпион I Молодёжных игр: 1989 

 Чемпион СССР среди юношей: 1987
«Ракета»
 Финалист международного турнира «Кубок викингов» (Хамар, Норвегия): 2000
«Кузбасс»
 Бронзовый призёр чемпионата России: 2001/02
Сборная СНГ/СССР (молодёжная, юниорская)
 Серебряный призёр чемпионата мира среди молодёжных команд: 1992 

 Серебряный призёр чемпионата мира среди юниоров: 1990
Сборная Казахстана
 Бронзовый призёр чемпионата мира: 2003
Личные
- Лучший вратарь финального турнира Спартакиады народов СССР: 1990
- Лучший вратарь чемпионата мира среди юниоров: 1990[13]

## Статистика выступлений

### Клубная
| Сезон     | Клуб                       | Чемпионат | Чемпионат | Чемпионат | Чемпионат | Чемпионат | Кубок | Кубок  | Кубок | Кубок | Кубок |
| Сезон     | Клуб                       | И         | М-пр.     | П         | О         | Ш         | И     | М-пр.  | П     | О     | Ш     |
| --------- | -------------------------- | --------- | --------- | --------- | --------- | --------- | ----- | ------ | ----- | ----- | ----- |
| 1988/1989 | Локомотив (Иркутск)        | 1         | ?         |           | 0         | 0         | 1     | ?      |       | 0     | 0     |
| 1990/1991 | Локомотив (Иркутск)        | 1         | ?         |           | 0         | 0         |       |        |       |       |       |
| 1991/1992 | Локомотив (Иркутск)        | 30        | ?         |           | 0         | ?         | 6     | ?      |       | 0     | ?     |
| 1992/1993 | Сибскана (Иркутск)         | 16        | ?         |           | 0         | 10        | (5)   | (?)    |       | (0)   | (0)   |
| 1993/1994 | Сибскана (Иркутск)         | 27        | ?         |           | 0         | 0         | 5     | ?      |       | 0     | 0     |
| 1994/1995 | Сибскана (Иркутск)         | 26        | ?         |           | 0         | 0         | 4     | ?      |       | 0     | ?     |
| 1995/1996 | Сибскана (Иркутск)         | 22        | ?         |           | 0         | 0         | 2     | ?      |       | 0     | ?     |
| 1996/1997 | Сибскана (Иркутск)         | 14        | ?         |           | 0         | 10        | 3     | ?      |       | 0     | ?     |
| 1997/1998 | Сибскана (Иркутск)         | 24        | ?         |           | 0         | 0         | 5     | ?      |       | 0     | ?     |
| 1998/1999 | Сибскана (Иркутск)         | 18        | 43        |           | 0         | 0         | 6     | ?      |       | 0     | 0     |
| 1999/2000 | Сибскана (Иркутск)         | 16        | 49        | 1         | 1         | 0         | 4     | 11     | 0     | 0     | 0     |
| 2000/2001 | Ракета (Казань)            | 14        | 29        | 2         | 2         | 0         | 3     | ?      | 1     | 1     | ?     |
| 2001/2002 | Кузбасс (Кемерово)         | 18        | 37        | 4         | 4         | 0         | 4     | 12     | 0     | 0     | ?     |
| 2002/2003 | Сибскана-Энергия (Иркутск) | 18        | 44        | 0         | 0         | 0         | 6     | ?      | 0     | 0     | 0     |
| 2003/2004 | Сибскана-Энергия (Иркутск) | 7         | 23        | 3         | 3         | 10        | 6     | 26     | 2     | 2     | 10    |
| 2004/2005 | Байкал-Энергия (Иркутск)   | 5         | 20        | 1         | 1         | 0         | 5     | 18     | 0     | 0     | 0     |
| 2005/2006 | Байкал-Энергия (Иркутск)   | 14        | 46        | 0         | 0         | 25        | 7     | 24     | 0     | 0     | 0     |
| 2006/2007 | Байкал-Энергия (Иркутск)   | 5         | 15        | 0         | 0         | 0         | 3     | 9      | 0     | 0     | 0     |
| Всего     | 18 сезонов                 | 276       | 306       | 11        | 11        | 55        | 70(5) | 100(?) | 3(0)  | 3(0)  | 10(0) |

Примечание: Статистика голевых передач ведется с сезона 1999/2000.

### Комментарии
1. ↑  Количество игр за клуб(ы) в высшем дивизионе чемпионатов СССР/СНГ/России
2. ↑  В скобках указаны результаты игрока в играх на Кубок России, «Сибскана» не успела официально заявиться на турнир и поэтому выступала вне конкурса